# Julie Driscollová
Julie Driscollová, provdaná Julie Tippettsová (* 8. června 1947 v Londýně) je anglická zpěvačka.
Od šestnácti let vystupovala v klubech jako zpěvačka, byla členkou fan klubu skupiny The Yardbirds a sekretářkou hudebního manažera Giorgia Gomelského, který ji doporučil do bluesrockové skupiny Steampacket, v níž působil klávesista Brian Auger a zpěváci Rod Stewart a Long John Baldry. Po jejím rozpadu vytvořila s Augerem a kytaristou Vicem Briggsem skupinu The Trinity, která spojovala prvky moderního jazzu a psychedelického rocku. Pěvecký projev Driscollové byl výrazně expresivní, ovlivněný soulovými interprety, především Ninou Simone. Největším hitem Trinity byla coververze Dylanovy skladby This Wheel's on Fire se zvukem mellotronu, která se v roce 1968 umístila na pátém místě UK Singles Chart. Dalšími úspěšnými skladbami byly písně Road To Cairo a Season of the Witch. Časopis Melody Maker vyhlásil Driscollovou nejlepší zpěvačkou roku 1968. Driscollová se svou zálibou ve výstředním starožitném oblečení byla také módní ikonou své doby, zaujala svým originálním jevištním projevem.
V roce 1970 se skupina The Trinity rozpadla, Driscollová opustila svět pop music a začala se věnovat experimentální hudbě. Provdala se za free jazzového pianistu Keitha Tippetta (vlastním jménem Tippetts) a zpívala s jeho skupinou Centipede, spolupracovala také s Robertem Wyattem, Carlou Bley, Annie Whiteheadovou a Maggie Nicolsovou, roku 1975 se podílela na rockové verzi Prokofjevovy skladby Péťa a vlk. V letech 1984-1989 byla členkou skupiny Working Week, s níž nahrála úspěšné album Fire in the Mountain.
V červnu 1968 vystoupila s mimořádným ohlasem na festivalu Bratislavská lyra. O rok později složila a nazpívala píseň Czechoslovakia, v níž reflektovala sovětskou okupaci ČSSR.

## Diskografie
- Open (s Brian Auger & The Trinity) - 1967
- Streetnoise (s Brian Auger & The Trinity) - 1969
- Jools & Brian (s Brian Auger & The Trinity) - 1969
- 1969 - 1971
- Sunset Glow - 1974
- Encore - 1978
- Couple In Spirit (s Keithem Tippettem) - 1987
- Couple in Spirit II (s Keithem Tippettem) - 1996
- Shadow Puppeteer - 1999
- Tales of FiNiN (s Martinem Archerem) - 2011[4]